# Aiginion
Aiginion (in greco antico: Αἰγίνιον?) è stata una città, fondata durante il periodo ellenistico, che, secondo Strabone, apparteneva al popolo dei Tinfei. Viene nominata alcune volte da Livio durante la guerra macedonica (dopo la terza guerra macedonica, nel 167 a.C., venne distrutta dai Romani). Durante la guerra civile tra Cesare e Pompeo, la città fu occupata da Domizio Calvino.